# Acanthoscyphus parishii
Acanthoscyphus es un género monotípico de plantas pertenecientes a la familia Polygonaceae.  Su única especie: Acanthoscyphus parishii, es originaria de Estados Unidos.

## Taxonomía
Acanthoscyphus parishii fue descrito por (Parry) Small  y publicado en Bulletin of the Torrey Botanical Club 25(1): 53. 1898.
Etimología
Acanthoscyphus: nombre genérico que deriva de las palabras griegas: 'acanthos = "flor", y scyphos = "vaso, copa o jarra", en referencia a la posición de las flores en el involucro.
parishii: epíteto otorgado en honor del botánico Samuel Bonsall Parish.
Sinonimia
- Oxytheca parishii Parry